# Imaymana Viracocha
Imayana Viracocha var hos folket i Inkariket i Peru son till skaparguden och människans främste lärare tillsammans med sin bror Tocapo Viracocha. Dessa bröder gav namn åt växterna och förklarade för människorna hur de skulle användas.